# Apoclea conicera
Apoclea conicera là một loài ruồi trong họ Asilidae. Apoclea conicera được Loew miêu tả năm 1856. Loài này phân bố ở vùng Cổ Bắc giới.